# Geolyces variegata
Geolyces variegata är en fjärilsart som beskrevs av Robert H. Carcasson 1962. Geolyces variegata ingår i släktet Geolyces och familjen mätare. Inga underarter finns listade i Catalogue of Life.